# Monsieur Ibrahim und die Blumen des Koran (Film)
Monsieur Ibrahim und die Blumen des Koran ist ein französischer Film von François Dupeyron aus dem Jahr 2003. Er wurde ein internationaler Erfolg und ein spätes Comeback für Omar Sharif in der Titelrolle, der für seine Rollengestaltung mehrfach ausgezeichnet wurde. Es ist vor allem ein Coming-of-Age-Film, eine Milieustudie sowie eine Vater-Sohn-Geschichte und wird im letzten Drittel zum Roadmovie; insgesamt mischen sich in dem Film Züge eines Filmdramas und einer Filmkomödie.

## Handlung
Der Film spielt in Paris sowie in Istanbul und Anatolien. Die Handlung entspricht ungefähr der des gleichnamigen Romans von Éric-Emmanuel Schmitt, jedoch wurden einige Szenen gekürzt bzw. leicht verändert. Die Filmhandlung spielt zudem anders als im Buch nicht in den 1970er, sondern in den späten 1950er, von Jazz und Rock-’n’-Roll-Musik geprägten Jahren.
Der jüdische Junge Moses lebt mit seinem alleinerziehenden Vater, dessen Beruf nicht näher erklärt wird (im Roman ist er Rechtsanwalt), in bescheidenen Verhältnissen in einem jüdisch geprägten Viertel in Paris. Der Vater behandelt den Sohn zwar nicht schlecht, vernachlässigt ihn aber und bürdet ihm mehr Hausarbeit auf, als seinem Alter entspricht: Moses muss einkaufen, die Wohnung in Ordnung halten und dem Vater abends das Essen sowie eine Flasche Wein servieren. Der Vater, dessen Ehefrau und Mutter von Moses die Familie vor Jahren mit dem älteren Bruder Popol (dt. Paul) verlassen hat, leidet unter Depressionen und Verdauungsproblemen. Immer wieder hält er Moses den abwesenden Bruder als leuchtendes Beispiel vor. In seiner Freizeit unternimmt er nichts mit dem Sohn, sondern widmet sich dem Studium seiner umfangreichen Büchersammlung.
Wenn Moses alleine zu Hause ist, beobachtet er durch das Fenster die Prostituierten, die am nahe gelegenen Straßenstrich ihrem Gewerbe nachgehen. Eines Tages schlachtet er sein Sparschwein und erkauft sich damit die Liebesdienste einer Hure: Mit der vollbusigen Blondine Sylvie hat er den ersten Sex seines Lebens. Sie und ihre Kolleginnen, mit denen er nach und nach ebenfalls Sex hat, sind alle nett und mütterlich zu Moses.
Da Moses Geld für seine Prostituiertenbesuche und den Kauf neuer Schallplatten braucht, beginnt er, Geld vom Haushaltsgeld abzuzweigen und, als der Vater ihm auf die Schliche kommt, im Laden von Monsieur Ibrahim Lebensmittel zu stehlen. Der Ladenbesitzer bemerkt den Diebstahl, schweigt aber zunächst und lässt den Jungen gewähren. Im Gegenteil: Die beiden freunden sich an, der sanftmütig, geduldig und liberal auftretende alte Mann unterstützt den Heranwachsenden mit weisen Ratschlägen und vertritt bald eine Art Vaterstelle an dem vernachlässigten Jungen. Er gibt ihm Lebensratschläge und untermauert seine Sprüche mit „So steht es in meinem Koran“. Auf Moses’ verwunderte Frage, warum er als Muslim Alkohol trinke, antwortet Ibrahim, er sei Sufi und lege den Koran nicht buchstäblich und nach dem Gesetz aus, sondern mystisch. Moses beginnt, sich näher mit dem Islam zu befassen, und erhält von ihm auch eine Koran-Ausgabe. Mit Religion hatte er bisher wenig im Sinn, sein Vater und er sind zwar Juden, aber nicht gläubig.
Eines Tages bekennt Ibrahim, dass er Momo – so nennt er den Jungen – schon lange ertappt habe. Momo schämt sich und will das Geld zurückzahlen. Ibrahim wehrt ab und gibt ihm Ratschläge zum Geldsparen, etwa dem Vater Katzenfutter als Pastete zu servieren, Brot vom Vortag aufzubacken und billigen Rotwein in die leeren Flaschen von teurem umzufüllen. Moses befolgt diese Ratschläge und beendet die Diebstähle.
Die Freundschaft zwischen ihm und dem alten Ladenbesitzer weitet sich aus und wird intensiver. Auch Ibrahim ist einsam. Über den Verbleib seiner Ehefrau will er nicht sprechen, später erzählt er, diese sei vor langen Jahren in die Heimat zurückgekehrt. Kinder hat er ebenso wenig wie Freunde. Er verbringt jeden Tag bis spätabends in seinem Laden, auch an Feiertagen, und heißt daher im Viertel, obwohl Türke, „der Araber“. Moses leistet ihm immer häufiger im Laden Gesellschaft. Eines Tages beobachten sie, wie ein blonder Star (Isabelle Adjani) mit einem Filmteam und einem roten Sportwagen in ihrer Straße Filmaufnahmen macht, wobei das ganze Viertel neugierig zusammenläuft. Der Star kauft bei Ibrahim eine Flasche Wasser, die dieser ihr mit einem dreisten, aber netten Spruch überteuert verkauft. Ibrahim verlässt jetzt häufiger den Laden, schaut sich mit dem Jungen die schönen Seiten von Paris an, kauft ihm Schuhe und besucht mit ihm ein Türkisches Bad. Zwischenzeitlich verliebt sich Moses ernsthaft in das Nachbarsmädchen Myriam, jüdisch wie er, erlebt jedoch eine Enttäuschung. Auch jetzt tröstet ihn Ibrahim und baut ihn auf.
Eines Tages verliert Moses’ Vater seine Arbeit und verschwindet spurlos, dem Sohn hinterlässt er lediglich ein paar Abschiedszeilen und den Rest seines ersparten Geldes. Moses, zunächst geschockt, fängt sich bald und beginnt sogar, die neue Freiheit zu genießen; auch Ibrahim sagt er zunächst nichts vom Verschwinden des Vaters. Nach und nach verkauft er die wertvolle Büchersammlung seines Vaters bei Flohmarkthändlern und Antiquariaten und kommt unauffällig über die Runden.
Eines Tages erscheint die Polizei und teilt ihm mit, sein Vater habe sich bei Marseille vor einen Zug geworfen. Ibrahim steht ihm in dieser Zeit bei, greift aber zunächst nicht in sein Leben ein. Als Moses die Wohnung renoviert, taucht plötzlich seine verschollene Mutter auf, die ihn zuletzt als Baby gesehen hat. Moses gibt sich als „Mohammed“ aus, verbirgt seine wahre Identität und schickt die für ihn Fremde fort. Zuvor hat er noch erfahren, dass sein „Bruder“, mit dem ihn der Vater oft verglichen hatte, eine Erfindung des Vaters war und er ein Einzelkind ist. Moses bittet Ibrahim, ihn zu adoptieren, was nach einigen Auseinandersetzungen mit den Behörden schließlich gelingt. Moses zieht zu Ibrahim, geht weiter zur Schule und hilft im Laden.
Ibrahim kauft sich einen roten Sportwagen und macht den Führerschein, wobei ihn Moses unterstützt. Dann brechen die beiden zu einer langen Reise quer durch Europa bis in die Türkei auf. Dort verbringen sie einige Zeit in Istanbul, wo sie neben einer Moschee auch christliche Kirchen besuchen. Eine zentrale Stelle innerhalb der Filmhandlung ist der Besuch der beiden beim sufistischen Mevlevi-Orden der tanzenden Derwische. Moses begegnet türkischen Jugendlichen, die sich ähnlich kleiden und ähnliche Musik hören wie ihre Altersgenossen in Paris.
Dann brechen die beiden in Ibrahims Heimat Anatolien auf. Kurz vor der Ankunft in einem abgelegenen Tal in einer sehr kargen Bergregion bittet Ibrahim Moses, aus dem Wagen zu steigen und auf ihn zu warten. Er müsse diesen Weg zunächst alleine gehen, da er nicht wisse, was ihn zu Hause nach so langer Zeit erwarte. Der verwirrte Moses fügt sich, Ibrahim braust davon. Moses lernt eine Gruppe von Dorfkindern kennen, die ihn umringen und neugierig auf seine Sofortbildkamera sind, die er bei sich hat. Moses, der nicht weiß, wohin, entschließt sich, Ibrahim zu Fuß zu folgen, der aufgeweckteste der Dorfjungen begleitet ihn. Plötzlich kommt ein Motorrad angebraust, der Fahrer ruft nach Moses und fordert ihn auf, aufzusteigen. Moses drückt dem verdutzten Jungen die Kamera in die Hand und fährt mit ins Dorf, vorbei an Ibrahims verunglücktem Sportwagen. Er wird ins Haus und in einen Raum geführt, wo Ibrahim auf einem Lager von einer Frau in Landestracht gepflegt wird. Nach einem Autounfall liegt er im Sterben. Moses ist verzweifelt, aber Ibrahim ist sehr gelassen und sagt, er sei jetzt daheim angekommen. Dann erzählt er Moses, dass seine Frau bereits vor vielen Jahren gestorben sei, er sie aber immer noch liebe. Der Tod Ibrahims wird nicht gezeigt, auch nicht, wie Moses nach Hause zurückfindet.
In Paris eröffnet ihm ein Testamentsvollstrecker, dass Ibrahim ihm als seinem Sohn seinen gesamten Besitz einschließlich des Ladens hinterlassen hat. Unter den Hinterlassenschaften befindet sich auch eine alte, in Leder gebundene Koran-Ausgabe. Als Moses sie öffnet, findet er darin ein paar getrocknete blaue Blumen – die Blumen des Koran. Was für eine Bewandtnis es mit ihnen hat, wird nicht erklärt. In der Schlussszene sieht man den erwachsenen Moses in seinem Laden. Er ist jetzt „der Araber“ im Viertel.

## Bemerkungen
Der Nachlassverwalter nennt Moses „Moses Schmitt“ wie den Autor der Romanvorlage – ein Hinweis, dass die Geschichte teilweise autobiografisch sein könnte.
Die kleine Rolle des Stars übernahm Isabelle Adjani.

## Kritiken
- Film-Dienst: Ein sympathisches, zwischen Märchen und Realität angesiedeltes Plädoyer für Menschlichkeit, Toleranz und Hoffnung, erzählt in schönen Bildern mit viel Sinn für den Zeitgeist.
- Frankfurter Allgemeine Zeitung: Es ist, als hätte Monsieur Ibrahim auf Sharif gewartet. Besser geworden als das Buch.
- Der Tagesspiegel: Modernes Märchen mit Kaliber vom ‘Kleinen Prinzen’, komisch und rührend zugleich.

## Auszeichnungen
- César 2004: Bester Darsteller: Omar Sharif
- Chicago International Film Festival 2003 Silver Hugo für Pierre Boulanger
- Filmfestival Venedig 2003 Publikumspreis als Bester Hauptdarsteller Omar Sharif
- Internationaler Literaturfilmpreis 2004